# 스티븐 진우 김
스티븐 진우 김 (Stephen Jin Woo KIM / 한국이름: 김진우)은 현재 대한민국 영어교육컨설팅 회사인 세르모그룹 대표이자 세르모국제연구소 소장이다.
스티븐 김은 2009년 [스티븐 김 사건]이 한국 언론에 보도되면서 한국 사회에 알려지게 되었다.

## 생애
스티븐 김은 1967년 8월 15일 서울에서 태어나 1976년 미국으로 이민갔다. 그는 뉴욕 Fordham Preparatory School를 거쳐, 조지타운 대학교에서 외교학사를, 하버드 대학교에서 국제안보 석사를, 예일대학교에서 서양외교군역사로 박사학위를 취득하였다. 졸업 후 해군 분석센터에서 일한 후, 미 로렌스 리버모어 국립연구소, 미 국방부 총괄평가국, 미 국무부 검증·준수·이행국 등에서 근무하였다.
미국의 제 60대 국무부 장관이었던 조지 슐츠(George Shultz), 제 56대 국무부장관이자 이후 노벨평화상을 수상한 헨리 키신저(Henry Kissinger), 전 미국 국가안전보장회의보좌관 스티븐 해들리(Stephen Hadley), 그리고 제 46대 부통령이었던 딕 체니(Richard Cheney) 에게 민감한 외교 안보 이슈에 대한 분석을 직접 보고할 만큼 스티븐 김은 미국 행정부의 가장 핵심에서 촌각을 다투는 세계 안보 이슈들을 처리해 왔다.

## 스티븐 김 사건
2009년 당시 국무부 검증 · 준수 · 이행 담당 차관보 선임보좌관으로 근무했던 스티븐 김은 그 해 5월 북한의 2차 핵실험 직후 FOX뉴스 로젠 기자에게 북한이 유엔 안전보장이사회 제재 결의에 대응해 추가 핵 · 미사일 실험을 할 것이라고 알려줬다. 문제는 로젠 기자가 6월 11일 「북한이 유엔 결의안에 대응해 추가 핵 · 미사일 실험을 할 것이라는 사실을 중앙정보국(CIA)이 북한 내 정보원을 통해 파악했다.」고 보도하면서 불거졌다. 미국 검찰은 스티븐 김이 해당 정보가 1급기밀 또는 민감한 정보(TS/SCI)임을 알면서도 기자에게 고의로 누출했다며 2010년 8월 간첩법 위반 혐의로 그를 기소했다. 하지만 그가 검찰이 그가 유출했다고 주장한 1급 기밀이란 북한이 추가 핵실험을 하게 될 것이라는 평이한 내용이며 이는 한국 언론은 물론 일본과 중국에서도 자주 거론되었던 것이다. 실제로 미국 연방 검찰은 스티븐 김의 간첩법 위반 혐의를 입증할 특별한 증거를 제시하지 못하였다.
스티븐 김은 취재에 응한 대가로 로젠 기자로부터 그 어떠한 금품도 받은 것이 없다며 지속적으로 자신의 무죄를 주장하면서 20쪽이 넘는 증거를 제출했지만 검찰은 3년이 넘도록 단 한 번도 결정적 증거를 제시하지 못하였다. 그리고 이후 미 연방정부를 상대로 한 스티븐 김의 긴 법정공방이 계속되면서 미 한인사회를 중심으로 스티븐 김에 대한 구명운동도 본격화됐다.
4년간 이어진 긴 법적 공방 끝에 스티븐 김과 검찰 측은 결국 공식 재판(Trial)을 두 달여 남겨놓은 상태에서 이른바 '플리 바겐(Plea Bargain)' 조건으로 2014년 2월 각각 형량 축소와 유죄 인정으로 사건을 일단락하기로 합의했다.
스티븐 김은 2014년 2월 7일(현지시간) 미국 워싱턴 소재 연방지방법원에서 콜린 콜러-코텔리 판사 주재로 열린 심리에 출석하여 플리 바겐(감형조건 유죄 합의)을 통해 이번 사건을 매듭짓기로 합의한 결과로, 그는 13개월의 징역형에 1년간 보호관찰을 받았다.
플리 바겐에 합의한 이유를 두고, 스티븐 김은 본인이 아무리 무죄를 확신하더라도 미국 정부를 상대로 언제 끝날지 모르는 재판을 계속하는 것은 경제적, 심리적으로 엄청난 부담이며, 만약 재판부가 유죄 판결 시 최고 15년 형의 위험을 감수해야 하는데 자신 뿐만 아니라 온 가족의 미래가 저당 잡힌 채 고통 받는 것을 더 이상 감수할 수 없었기 때문이라고 밝혔다.
그는 2014년 7월 7일 메릴랜드주 컴벌랜드 소재 연방 교도소에 수감됐었고, 기존대로라면 2015년 8월 7일에 형기가 만료되어야 했지만 모범적인 수형생활로 형기가 앞당겨져 6월 15일 출소하였다.

## 사건에 대한 비판
스티븐 김에 대한 간첩죄 적용은 검찰의 무리한 기소였다는 비판이 미국 내에서도 팽배하였고, 특히 내부고발자(Whistlebloswer)들에게 경고를 주기 위한 오바마 정부의 전략적 기소였다는 분석도 많았다. 비슷한 시기 발생한 스노우든 사건 등으로 국가 정보가 계속 내어나가는 상황에서 스티븐 김을 본보기로 삼아 희생양으로 삼는 것이 아니냐는 분석도 등장하였다. 첫 흑인 대통령으로, 인권 문제에서 진보적 태도를 취할 거라는 기대를 받았던 오바마 대통령이 오히려 개인정보 수집이나 내부고발자 문제 등에 있어서 전임 부시 대통령에 비해 나을 것이 없다는 비판이 거셌지만 미 당국의 태도는 달라지지 않았다.
또한 마이클 이시코프 기자는 2010년 10월 18일 NBC 홈페이지에 올린 기사에서 “오바마 행정부가 ‘오바마의 전쟁’을 집필한 워싱턴포스트 밥 우드워드 기자에 대한 고위층의 기밀누설은 문제 삼지 않고 김 씨 같은 실무관리의 기밀누설에는 강경대응하고 있다”며 이같이 주장했다. 이시코프 기자는 김 씨 변호인인 애비 로웰 변호사와의 대화를 바탕으로 “우드워드 기자가 자신의 저서에 담은 내용 중엔 대통령이나 중앙정보국(CIA) 국장 같은 고위층으로부터 기밀을 제공받지 않는 한 확보할 수 없는 극비 사실이 있다”며 “이 사안은 왜 기밀누설 사건으로 다루지 않느냐”고 반문했다. 그는 “김 씨가 누설했다는 정보 역시 전혀 ‘놀랄 만한 것(remarkable)’도 아니다”라며 “당시 한국 언론에서 자주 볼 수 있었던 내용”이라고 말하며 미 정부의 간첩기소의 이중잣대에 대해 비판했다.
또한 미국 뉴욕타임즈도 미국 연방검찰이 국가안보국(NSA) 고위 간부 출신 토머스 드레이크의 간첩법 위반 사건(일명 ‘드레이크 사건’)에 대한 기소를 철회하면서, 스티븐 김 사건을 무리한 법 적용이라는 관점에서 보도하였다. 또한 뉴욕타임즈는 구체적으로 적시하지는 않았지만, 스티븐 김 수사가 정보 당국의 강력한 문제 제기로 시작된 ‘시범 케이스’ 중 하나였다는 뉘앙스를 담고 있다. 신문은 또 스티븐 김 동료들의 말을 인용해 애국심이나 능력, 특히 보안 측면에서 그가 나무랄 데 없다고 전했다.

## 다큐멘터리
탐사보도 전문 온라인 매체 ‘더 인터셉트'(The Intercept)’는 스티븐 김 사건의 전말을 담은 기사와 함께 ‘항복(Surrender)’라는 제목의 다큐멘터리를 웹사이트에 게재했다. 총 24분 분량의 다큐멘터리에는 미국 이민자 가정에서 자라 아이비리그 박사 출신으로 성공 가도를 달리던 한 남성이 정부의 과도한 보안 단속 정책으로 어떻게 파멸되는지를 심도있게 전하고 있다. 국무부 정보계의 떠오르는 샛별이었던 그가 수년간 법정 투쟁 과정에서 천문학적 변호사 비용으로 파산하고 파혼, 우울증으로 인한 자살 충동과 싸우며 고통의 나날을 보내게 된 과정을 세세하게 보도했다.
다큐멘터리와 함께 게재된 기사 내용은 “일반인들이 간첩법 위반으로 알고 있는 것과 달리 스티븐 김 사건의 내막을 들여다 보면 김씨는 이전 행정부들보다 두 배 이상 강력하게 정보 유출 문제와 관련헤 내부 단속을 강화한 오바마 행정부의 희생양이라는 것을 알 수 있다”며 “김씨가 폭스 뉴스 기자에게 말한 내용은 일반적 상식에 속하는 수준이었다”고 전했다.

## 저서
- Kim, Stephen Jin-Woo. Master of Manipulation: Syngman Rhee and the Seoul-Washington Alliance, 1953-1960. Seoul: Yonsei University Press, 2001

- Kim Stephen. “Alternative Proliferation and Alliance Futures in East Asia,” in Taming the Next Set of Strategic Weapons Threats, Henry Sokolski, ed. Carlisle, PA: Strategic Studies Institute, U.S. Army War College, 2006.

- Kim, Stephen. “North Korea,” in Proliferation Challenges after Iraq. Washington: Woodrow Wilson International Center and Reves Center for International Studies of The College of William and Mary, 2003

## 같이 보기
- 스티븐 김 사건
- 스티븐 김 구명위원회: www.stephenkim.or.kr 보관됨 2014-05-16 - 웨이백 머신
- 간첩죄 기소된 한국계 美 북핵 전문가 스티븐 김: https://shindonga.donga.com/Library/3/09/13/109861/1
- WP"스티븐 김 사건은 풀기 힘든 미스터리": https://www.nocutnews.co.kr/news/1057818
- "나는 간첩이 아니다" 美 무리한 간첩죄 기소 논란: http://imnews.imbc.com/replay/2011/nwdesk/article/2893226_18780.html
- [특파원 레이더] '언론 사찰' 스티븐 김 사건 재점화: http://imnews.imbc.com/replay/2013/nw1800/article/3289871_18574.html
- 스티븐 김, NSC 등 7개기관 근무… 10년간 대북核정책 조율과정 참여: http://www.munhwa.com/news/view.html?no=2010083101073232301002